# Okwanuchu
L'okwanuchu eren una llengua de la família de les llengües shasta parlada anteriorment al nord de Califòrnia, als marges del riu Salmon, Estats Units, pels okwanuchus, una divisió del poble shasta.